# マンガサミット
国際マンガサミット（International Comic Airtist Conference）はマンガに関する国際イベント、略称はICC。日本、韓国、台湾、中国などのマンガ家及び関連業界の人士が集まり著作権問題やマンガ市場問題を協議する国際シンポジウムなどが協議される。
当初は「東アジアマンガサミット」と称されていたが、1997年のソウル大会より「アジアマンガサミット」、2003年の北京大会より「世界マンガサミット」、2005年の富川大会より「国際マンガサミット」と称され、日本、韓国、台湾、中国、香港、マレーシア、シンガポールなどのアジア各国のみならず、アメリカやフランスからの参加者もある国際シンポジウムに変遷している。
2012年1月1日時点、代表は里中満智子、事務局長は千葉洋嗣。

## イベント内容
- 原画展
- 学術シンポジウム
- 産業報告
- ICCマンガ大賞選考及び発表（第10回大会より）
- 常任委員会会議（非公開）

## 過去の大会

### 第1回 東京&いわき大会
- 期間:1996年9月13日-9月16日
- テーマ:マンガで創ろう明日のユートピア[1]
- 場所:東京都及び福島県いわき市
- 参加国:日本・韓国・台湾・香港・中国

1993年、ストーリーマンガ50年を記念し、アジア各地域の漫画家たちとの親交を土台としたマンガ文化発展の可能性を模索するイベントとして企画された。韓国、香港、台湾、中国の漫画家にも参加を要請し、「マンガを通じた文化交流のは花を咲かせよう」という計画が誕生した。その基本計画では「各国のマンガ事情を知り、研究し、マンガ文化を支えあうことを理想とする」、「当初は東アジア地域を対象とするが、将来は全アジア、世界へと対象を拡大する」、「第1回は日本で開催し、その後は各地域の輪番開催とする」、「毎年開催を理想とするが、事情に応じて開催する」、「各国の運営は開催地の漫画家が担当する」という基本方針が決定された。
日本側の運営窓口であるが、当初は日本漫画家協会に打診したが、当協会は文化庁認可の社会事業団体であり、イベントに対する協賛企業の手当てや出資の保証ができないことから、当時発足準備中であったマンガジャパンがマンガにおける国際交流活動をその理念に含むことから正式にマンガサミットの窓口に決定した。しかし会員の漫画家にマンガサミットへの協力を強制してはならないという理由から、会員の中から有志を募り「マンガサミット実行委員会」を立ち上げ、大会議長には石ノ森章太郎、事務局長を里中満知子とし、会員漫画家がボランティアで大会開催準備に着手する体制が構築された。
1996年9月、第1回マンガサミットは東アジアMANGAサミット'96として「マンガは世界の共通語」をテーマに開催された。9月13日に恵比寿ガーデンプレイスにおいて福島県いわき市長であった岩城光英（当時）が名誉議長として開会式が開催され、その後各国・地域の代表によるパネルディスカッション「MANGAシンポジウム」が開催された。小学館の白井勝也による司会進行の下、弘兼憲史、山野勝（講談社）、黄玉郎（香港）、朴基埈（韓国）、呂墩建（台湾）、王庸建（中国）による各地域のマンガ事情の報告が行われた。翌日参加者はいわき市へ移動、9月16日までの期間中、いわき明星大学を会場に「マンガと表現」、「マンガとメディア」、「マンガと教育・地域振興」の分科会を開催、より専門的な内容の討議が行われ、その様子は一般にも公開された。また一般参加者向けにはマンガ教室、サイン会、パソコン教室（Macを使用したデジタルマンガ）などのイベントも開催されている。
また作品展示として日本人漫画家210名、韓国、台湾、香港、中国の漫画家100名の作品を展示した「東アジアMANGA原画展」が9月1日から9月29日までいわき市立美術館で開催、ロビーには手塚治虫の特別コーナーが設置され、日本のストーリーマンガ50年を象徴する構成とされた。展示作品はその後日本語と英語による原画展画集として製作され、原画展と画集政策は以降のマンガサミットに継承されていくこととなった。
9月16日の閉会式では下記の「MANGA宣言」が採択され、体調不良でマンガサミットを欠席した石ノ森章太郎に代わり、評議員であったちばてつやにより宣言された。
1. 私たち「MANGAを愛する人間」は、人間の普遍的な真理を、感動的で、楽しく、そして、なにものにもしばられない自由な表現で描き、多くの人々と夢をわかちあえる平和な世界を築くために努力をし続けます。
2. 私たち「MANGAを愛する人間」は、あらゆる言語、民族の違いを超えて、理解し合い、MANGAが心と心を愛をもって結びつける、大きなメディアであることを確信します。
3. 私たち「MANGAを愛する人間」は、東アジアと日本の交流の成果を踏まえ、さらなる交流の輪を呼びかけ、「世界MANGAサミット」の実現に向けて努力します。

同時にマンガサミットの理念を継承すべく、次回大会を翌年韓国で開催することが決議され閉会した。

### 第2回 韓国・ソウル大会
- 期間:1997年9月24日-27日
- テーマ:マンガの表現の自由
- 場所:大韓民国ソウル特別市
- 参加国:日本・韓国・台湾・香港・中国・マレーシア・シンガポール・タイ・フィリピン

9月24日、ソウル市立美術館での開会式では日本からの参加者20名を含む200名を超すマンガ関係者、研究者、出版関係者が参加、同時に美術館では10の国と地域の漫画家が出展した原画展が開催された。開会式後に世宗記念館に移動しシンポジウムが開催され、その中で韓国の漫画家である李世賢より表現の自由に関する発言がなされた。これは韓国古代史を描いた長編作品『天国の神話』において、獣姦描写が猥褻描写であるとし、同年施行された「青少年保護法」により告訴された内容の報告であり、ポルノチックで暴力的な表現が含まれた映画公開が許される中、マンガのみが不当に厳しく処罰されることはマンガの芸術性、文化性が他コンテンツより低く見られている傍証であり、マンガを不当に低く評価する韓国社会に抗議すると共に、表現の自由を訴える内容であった。この報告に関しては参加者はマンガ文化全体の問題としてとらえ、最終日には参加漫画家全員が署名した抗議文が発表されている。また9月26日には座談会形式の分科会が開催され、「女性マンガ」、「歴史マンガ」、「マンガストーリーの研究」、「親善活動」がそれぞれ協議されている。
第2回マンガサミットの特徴としては親善交流が大きく発展したことがあげられる。韓国漫画協会が主体となり韓国の漫画家、編集、出版社、研究者など、韓国のマンガ界を代表する多くの人々の協力により開催されたイベントであったことにもよるが、多くのボランティア通訳を準備し、各国マンガ家同士の円滑なコミュニケーションが図られたことも今回のマンガサミットが初めてであった。さらに国際文化交流の一環として、海外マンガ家の日本への研修なども協議され、中国の胡蓉が佐伯かよのの下で研修する契機にもなっている（査証問題などでその後この文化交流活動は継続されていない）。

### 第3回 台湾・台北大会
- 期間:1999年9月
- テーマ:21世紀マンガの国際化に対する展望
- 場所:台湾新竹市
- 参加国:日本・韓国・台湾・香港・中国・マレーシア・シンガポール

### 第4回 香港大会
- 期間:2000年
- テーマ:21世紀のマンガの展望
- 場所:香港
- 参加国:日本・韓国・台湾・香港・中国・マレーシア・シンガポール・タイ・アメリカ・ベルギー・ポーランド

### 第5回 横浜大会
- 期間:2002年10月
- テーマ：マンガと著作権
- 場所:神奈川県横浜市
- 参加国:日本・韓国・台湾・香港・中国・マレーシア・シンガポール・インドネシア

### 第6回 北京大会
- 期間:2004年9月
- テーマ:21世紀のマンガと民族性
- 場所:中華人民共和国北京市
- 参加国:日本・韓国・台湾・香港・中国・マレーシア・シンガポール・インドネシア
- 当初は河南省鄭州市での開催が予定されていたが、後に北京市に変更となっている。
- 2003年の開催が予定されていたが、SARS問題で1年順延された

### 第7回 韓国・富川大会
- 期間:2005年9月30日-10月3日
- テーマ:マンガの国際親善
- 場所:大韓民国富川市
- 参加国:日本・韓国・台湾・香港・中国・マレーシア・シンガポール・インドネシア・タイ・ミャンマー・カンボジア・フィリピン・ベトナム・モンゴル・イラン・インド・北朝鮮・ベルギー・ユーゴスラビア・スペイン・イタリア・フランス・カナダ・ブラジル・オーストラリア

### 第8回 香港大会
- 期間:2007年11月16日-19日
- テーマ:メディアを越えたデジタルコンテンツの発展
- 場所:香港
- 参加国:日本・韓国・台湾・香港・中国

- 運営団体であるICCが組織化された大会。

### 第9回 京都大会
- 期間:2008年9月6日-9日
- テーマ:マンガと食
- 場所:京都府京都市
- 参加国:日本・韓国・台湾・香港・中国・マレーシア・アメリカ・フランス・フィンランド・ロシア

- この大会でマンガ家の友好親善に尽力した人間を表彰すべきであるという日本側の意向が表明され、日本側実行委員会による表彰が行われた。
- 韓国側よりICCマンガ大賞の設置が提案され、翌年の台湾大会より実施されることが後日決定している。

### 第10回 台湾・淡水大会
- 期間:2009年10月23日-26日
- テーマ:マンガ教育の継承
- 場所:台湾台北県淡水鎮
- 参加国:日本・韓国・台湾・香港・中国・マレーシア
- 公式ホームページ:http://www.icc10th2009.com/
- 第1回ICCマンガ大賞の選考及び表彰が行われた。
- 第1回ICCマンガ友好賞が設置された。

### 第11回 韓国・富川大会
- 期間:2010年9月15日-18日
- テーマ:三国志
- 場所:大韓民国京畿道富川市
- 参加国:日本・韓国・台湾・香港・中国・マレーシア・タイ・フィリピン・カンボジア・モンゴル・トルコ・オーストラリア・アメリカ・カナダ・フィンランド・スロバキア・ロシア・ウクライナ・カザフスタン・イラン・ナイジェリア

### 第12回 北京大会
- 期間:2011年10月22日-25日
- テーマ:マンガで世界を輝かせ
- 場所:中華人民共和国北京市石景山区
- 参加国:日本・韓国・台湾・香港・中国・マレーシア
- 当初は広東省広州市での開催が予定されたが、後に北京市に変更となった。

### 第13回 鳥取大会
- 期間:2012年11月7日-11日
- テーマ:食と海
- 場所:鳥取県米子市
- 参加国:日本・韓国・台湾・香港・中国・マレーシア・マカオ
- この大会の関連イベントとして鳥取県内で国際まんが博が開催された。

### 第14回 香港大会
- 期間:2013年11月15日-18日
- テーマ:マンガ創作の新たな方向
- 場所:香港
- 参加国:日本・韓国・台湾・香港・中国・マレーシア・マカオ
- この大会でマレーシア及びマカオがICCへの正式加盟が認められた。

### 第15回 高雄大会
- 期間：2014年11月13日-16日
- 場所:高雄

### 第17回 台湾大会
- 期間:2018年6月13日-16日
- 場所:台湾 新北市
- 参加国:日本・韓国・台湾・香港・中国・マレーシア・マカオ

### 第18回 北九州大会
- 名称:アジアMANGAサミット北九州大会
- 期間:2019年11月29日-12月2日
- テーマ:マンガ・アーカイブ[3]
- 場所:北九州市 [4]
- 参加国:日本・韓国・台湾・香港・中国・マレーシア・マカオ・シンガポール
- サミットの国際会議である「代表者会議」のほか、関連イベントとして、国内外漫画家の作品展（357点）（11月30日—12月1日）、各国の漫画事情を紹介するカンファレンス（12月1日）が開催された。[5]
- この大会の併催事業として北九州市内で、北九州ポップカルチャーフェスティバル（11月30日—12月1日）、海外マンガフェスタ（11月30日—12月1日）、九州コミティア（12月1日）、アニメツーリズム首長サミット（12月1日）が開催された。[6]